# Comix Book Shop
Comix Book Shop é uma gibiteria brasileira fundada em 31 de outubro de 1986 pelo empresário Carlos Mann.

## História
Carlos Mann trabalhou por alguns anos em bancas de jornal, até que resolveu comprar a sua própria em 1986, na Alameda Lorena, no bairro Jardins, em São Paulo. Buscando um diferencial para sua banca, Carlos começou a trabalhar com uma importadora que oferecia uma espécie de assinatura de revistas em quadrinhos importadas, garantindo a regularidade de sua distribuição (na época, era praticamente impossível conseguir adquirir quadrinhos importados no Brasil). Em pouco tempo, já havia 200 clientes fixos que compravam regularmente uma grande quantidade de revistas.
Com o sucesso, a loja, já chamada de Comix, passou a revender card games, o que fazia o espaço lotar aos sábados. Como o espaço era relativamente pequeno para a quantidade crescente de clientes, Mann mudou a banca para uma loja de rua de dois andares na Alameda Jaú, no mesmo bairro. Com cerca de 40 mil itens nacionais e estrangeiros, no primeiro piso, ficam as principais publicações e materiais diversos relacionados a quadrinhos, como fimes, figuras colecionáveis e toy arts. No segundo piso, ficam as revistas antigas, em uma espécie de sebo. A Comix ainda possui um depósito com com mais de 1 milhão de produtos.
Inicialmente, Mann trabalhava com seu pai, Camilo Rodrigues. Em 1995, seu irmão, Camilo José, começou a trabalhar na empresa e hoje administra o depósito e publicações. Em 2000, outro irmão, Jorge Rodrigues, também passou a trabalhar na Comix. Em 2008, Mann deixou o comando da loja, que passou a ser administrada por Jorge e seu pai. No ano seguinte, o faturamento da loja (incluindo as participações com estande próprio em eventos como a Bienais do Livro do Rio e de São Paulo, FIQ, entre outros) foi de R$ 1,5 milhão.
Nos anos 1990 e 2000, a Comix teve uma revista impressa, com o mesmo nome da loja, que trazia reportagens sobre gibis, mangás, filmes e animês, além de um catálogo de produtos da gibiteria. A revista era distribuída gratuitamente na loja e por correio. Foi publicada até a edição 40 pela editora Escala e, em 2003, foi assumida pela Opera Graphica, que foi fundada por Carlos Mann, dono da Comix.
Em 2001, a Comix Book Shop realizou a primeira edição do evento Fest Comix, inspirada nas liquidações de férias que a loja fazia regularmente. Nesta primeira edição, ocorrida na rua em frente à loja, 200 pessoas compareceram para aproveitar os descontos, participar de lançamentos e conhecer artistas e personalidades, como Álvaro de Moya, André Diniz, Eugenio Colonnese, Franco de Rosa, Fábio Zimbres, Lourenço Mutarelli, Marcatti e Wellington Srbek, entre diversos outros.
Em 2012, a Comix comprou todo o estoque de revistas importadas da editora Devir. Criada em 1987 como importadora de quadrinhos, os excedentes das importações foram sendo guardados neste estoque que, ao longo de 25 anos, acumulou um total estimado de 250 mil a 300 mil revistas de diversas editoras estrangeiras, notadamente Marvel, DC, Image e Dark Horse, além de mangás e até quadrinhos eróticos. A editora chegou a divulgar a venda de lotes variados, mas a Comix negociou a compra total do material, que não estava catalogado.  Em setembro de 2013, a coluna do jornalista Ancelmo Gois no jornal O Globo revelou interesse da Comix em abrir uma filial no Rio de Janeiro.
Em 2020, a Comix fechou temporariamente sua loja física devido às restrições de funcionamento do comércio definidas pelo governo de São Paulo por conta da pandemia de COVID-19. No ano seguinte, a Comix se uniu às gibiterias Comic Boom! e Loja Monstra, também de São Paulo (e pouco depois a diversas outras de todo o Brasil) em uma campanha chamada "Apoie as Lojas de Quadrinhos", que buscava estimular os leitores e fãs de HQs a dar preferência a comprar seus livros e revistas nos sites das gibiterias e não nas grandes redes on-line, já que, com as lojas físicas fechadas e a ausência de eventos presenciais de quadrinhos no país, estava gerando uma grande crise financeira na maioria das gibiterias. Em março de 2022, a gibiteria se muda da Alameda Jaú para a Rua da Consolação, a apenas um quarteirão de distância. Em 18 de dezembro de 2023, inaugura uma nova loja no bairro da Liberdade em São Paulo, notório pela presença de imigrantes e descentes de japoneses.

## Prêmios e homenagens
Em 2003, a Comix Book Shop foi homenageada pelo Prêmio Angelo Agostini com uma medalha de incentivo entregue pela comissão organizadora do evento a personalidades e instituições ligadas aos quadrinhos distribuídas em seis "categorias". Ao lado de Banca Flávio, Itiban, Point HQ e Revistas & Cia, a gibiteria foi homenageada como "Lojista".